# Скалат (станція)
Скала́т — тупикова залізнична станція Тернопільської дирекції залізничних перевезень Львівської залізниці наприкінці лінії Бірки-Великі — Скалат, найближча станція Бірки-Великі (23,5 км) в місті Скалат Підволочиського району Тернопільської області. На станції здійснюється лише вантажна робота.
Станція виконує тільки вантажні перевезення зернових культур, вапняку, стиснутого газу.

## Історія
У місті Скалат будівництво залізниці почали 1895 року, а вже 12 серпня 1897 року, за участю прибулого з Відня міністра залізниць Австро-Угорщини генерала Гуттенберга, відкрили дільницю Бірки-Великі — Гримайлів і разом із нею станцію Скалат, які були в складі Акціонерного товариства локальних залізниць (нині ділянка від Скалата до Гримайлова і сама станція Гримайлів закриті). Тоді на цій невеликій дільниці працювало три паровози.
1900 року побудували ошатний триповерховий вокзал, що нагадував невелику садибу. Подібна архітектура часто зустрічається на території Галичини.
1916 року, у Першу світову війну, під час підготовки Брусиловського прориву, залізничне полотно цієї гілки було повністю демонтовано військами Російської імперії, а рейки та шпали використали на будівництво лінії Шепетівка — Збараж, що була вкрай необхідна для перевезення військових вантажів у цьому напрямку.
1926 року станцію Скалат було відновлено. 1 січня 1933 року дільницю викупив польський уряд.
Друга світова війна також не оминула Скалат: 1941 року до міста увійшли війська СРСР. У травні 1941 року був затриманий Степан Борозний — член ОУН. Незабаром його разом зі ще 1192 осіб, це 295 родин, потягом № 2597 відправили у заслання до міста Тюмень. Того ж року ці землі були окуповані військами нацистської Німеччини, а звільнені 7 липня 1943 року партизанським загоном під проводом Сидора Ковпака. Значно пізніше дільниця до Гримайлова була повністю розібрана, і відтоді Скалат є кінцевою станцією на 23-кілометровій ділянці. 
До станції курсував пасажирський дизель-поїзд сполученням Тернопіль — Скалат, який був скасований близько 2010 року.